# OR10G3
O receptor olfatório 10G3 é uma proteína que em humanos é codificada pelo gene OR10G3 .
Os receptores olfativos interagem com as moléculas odorantes no nariz, para iniciar uma resposta neuronal que desencadeia a percepção de um cheiro. As proteínas receptoras olfativas são membros de uma grande família de receptores acoplados à proteína G (GPCR). Os receptores olfativos compartilham uma estrutura 7 domínios transmembrana, como muitos receptores de neurotransmissores e hormônios, e são responsáveis pelo reconhecimento e pela transdução de sinal de sinais de odor mediada pela proteína G. A família de genes dos receptores olfativos é a maior do genoma. A nomenclatura atribuída aos genes e proteínas receptores olfativos deste organismo é independente de outros organismos.